# 김재호 (1914년)
김재호(金在浩, 1914년 9월 28일 ~ 1976년 7월 6일)는 일제강점기의 항일 운동가이다. 다른 이름으로 김호건(金胡建)이 있다.

## 생애
전라남도 나주군에서 출생하였다. 중국으로 망명하여 1933년 경에 난징에서 의열단이 세운 간부학교에 입학하면서 항일 운동에 뛰어들었다. 이 학교를 제2기로 졸업한 뒤 지하공작원으로 활동하였다.
조선민족혁명당 창립에 주도적으로 참여하였으며, 1937년에 중일 전쟁이 발발하자 산시성 일대에서 선무공작에 종사하였다. 1941년에는 조선의용대에 입대하였으며, 조선의용대 제1지대 제1전구 사령부에서 복무했다.
김구가 충칭에서 대한민국 임시정부 선전부를 구성했을 때, 15인의 선전위원 중 한 명으로 임명되기도 했다. 이때 초대 선전부장은 김규식이 맡았다. 1942년부터 발행부 주임도 겸임하였으며, 임시의정원 전라도 의원으로도 선출되었다. 1943년 임시정부 내무부 사회과장, 1944년 총무과장 등을 지냈다.1969년 삼선개헌반대범국민투쟁위원회 지도위원으로 참여하였다.
태평양 전쟁 종전 후 대한민국 지역에서 거주하였다. 제4공화국에서 유신헌법을 반대하는 민주회복국민선언에 독립유공자를 대표하여 참여한 바 있다.
사망 후인 1980년에 건국포장을 추서 받은 데 이어, 1990년에 건국훈장 애국장이 추서되었다.

## 참고 자료
- 김재호 : 독립유공자 공훈록 - 국가보훈처